# Övertjärnen (Söderala socken, Hälsingland)
Övertjärnen är en sjö i Söderhamns kommun i Hälsingland och ingår i Ljusnans huvudavrinningsområde.